# Езельський повіт
Езельський повіт, також Аренсбурзький повіт (ест. Kuressaare kreis, рос. Эзельский уезд) — адміністративна одиниця Ліфляндської губернії Російської імперії, згодом Естонії, що існувала у 1745—1920 роках. Повітове місто — Аренсбург (нині — Курессааре). Розташовувався в межах острова Езель (від 1918 року — Сааремаа).

## Історія
Повіт створений 1745 року в складі Ризької губернії. 1783 року увійшов до складу Ризького намісництва. 1796 року, після його поділу, увійшов до складу Ліфляндської губернії. 1920 року територія повіту увійшла до складу незалежної Естонії.

## Населення
За Всеросійським переписом населення 1897 року, в Езельському повіті проживали 60 263 особи, у повітовому Аренсбурзі — 4603 особи. Національний склад повіту на 1897 рік:
- естонці — 57 537 (95,5 %);
- німці — 1573 (2,6 %);
- росіяни — 531 (0,9 %);
- шведи — 260 (0,4 %);
- українці — 212 (0,35 %).

## Адміністративний поділ
На 1913 рік у повіті було 18 волостей:
- Аброкська,
- Велико-Кармельська,
- Велико-Моонська,
- Гелламська,
- Кергельська,
- Кількондська,
- Когульська,
- Лайзська,
- Лайм'яльська,
- Ліммадська,
- Лонаська,
- Мазікська,
- Мустельська,
- Перзамаська,
- Піхтласка,
- Руноська,
- Торкенська,
- Усмойзська.